# Wilhelm Sander
Wilhelm Sander (ur. 24 czerwca 1838 w Haynau, zm. 5 stycznia 1922 w Berlinie) – niemiecki lekarz psychiatra i neurolog.
Studiował medycynę na uniwersytetach we Wrocławiu i Berlinie w 1860 otrzymując doktorat. W latach 1862-1870 był asystentem lekarza w szpitalu Charité w Berlinie, gdzie pod wpływem Wilhelma Griesingera w 1869 habilitował się z psychiatrii i medycyny sądowej. Dyrektor zakładu dla chorych umysłowo Dalldorf pod Berlinem (1887-1914), tajny radca medyczny (1894). Przewodniczący Berliner Gesellschaft für Psychiatrie und Neurologie od 11 marca 1889 do 12 stycznia 1891 roku.